# Bucsuháza
Bucsuháza (szlovákul Bučuháza) korábban önálló falu, ma Somorja városrésze Szlovákiában, a Nagyszombati kerület Dunaszerdahelyi járásában.

## Fekvése
Somorja központjától 2 km-re keletre fekszik.

## Története
Bucsuháza neve a magyar Bulcsú személynévből származik, talán Bulcsú horka Duna-menti harcálláspontja lehetett. A települést 1238-ban említik először, ekkor a pozsonyi váruradalom része volt. 1402-ben "Bolchohaz" néven említik.
Vályi András szerint "BÚCSÚ HÁZA. Magyar falu Posony Vármegyében, birtokosai külömbféle Urak, fekszik Csalóköz szígetében, határbéli földgye szűk, és erdeje sintsen, de jó termékenységű."
Fényes Elek szerint "Bucsuháza, magyar falu, Pozson vmgyében, ut. p. Somorjához 1 fertálynyira: 94 kath., 43 ref., 6 zsidó lak. F. u. többen."
Pozsony vármegye monográfiája így ír a településről: "Búcsuháza, dunamenti, felsőcsallóközi magyar kisközség, mindössze 24 házzal és 138 lakossal, kik túlnyomó számban róm. katholikusok. 1238-ban a pozsonyi vár tartozéka volt, melyet IV. Béla a pozsonyi káptalannak adományozott. Régi okiratokban Bulchu néven van emlitve, sőt az annak idején határában feküdt Sámottal együtt Bulchu-Samuthnak is. 1287-ben a Bulchu család nevében is szerepel. 1468-ban Mátyás király Nagylucsei Orbán deáknak és Mayndl Jánosnak adományozza a birtok egy részét. 1550-ben I. Ferdinánd Illésházy Tamásnak adományozza részeit, s 1559-ben Samarjay Nagy György is birtokosaként van említve. Ma a pozsonyi prépostságnak van itt birtoka. A községhez tartozó Bácsközi, Hévízi, Kusztusi és Sámothi dűlők közül az első három jelentőséggel látszik bírni. Az utóbbi, mint éppen az imént mondottuk, Sámoth község emlékét tartja fenn, melyről már IV. Bélának fent említett adománylevelében van szó. 1372-ben Elderbach Burghard pozsonyi prépost egy sámothi birtokrész miatt pörben állott a botfalvi érseki nemes jobbágyokkal. Az 1553-ik évi portális összeírásban az érsekség 12 portája adózott. A községben nincs templom. Postája, távírója és vasúti állomása Somorja."
1910-ben 164, túlnyomórészt magyar lakosa volt. A trianoni békeszerződésig Pozsony vármegye Somorjai járásához tartozott, majd Csehszlovákiához került. 1938 és 1945 között újra Magyarországhoz tartozott.